# Almirante Ackbar (Star Wars)
El Almirante de flota Gial Ackbar es un personaje ficticio que aparece en la franquicia Star Wars. Presentado como miembro de la especie anfibia Mon Calamari, Ackbar fue el comandante militar más destacado de la Alianza Rebelde, y el líder del ataque contra la segunda Estrella de la Muerte en Star Wars: Return of the Jedi (1983), la última entrega de la trilogía original de Star Wars. A pesar de su corta aparición de la película, Ackbar se transformó en un importante personaje en otros medios de la franquicia, incluidos novelas, cómics, videojuegos y programas de televisión. Reapareció en las películas de la trilogía de secuelas Star Wars: The Force Awakens (2015) y Star Wars: The Last Jedi (2017) y la serie de televisión The Clone Wars.
Con su distintiva piel de color salmón, manos palmeadas, cabeza abombada y grandes ojos de pez, Ackbar se realizó en El retorno del Jedi mediante el uso de una marioneta de medio cuerpo o un disfraz de cuerpo completo, dependiendo del ángulo de cámara requerido. En las tres películas fue interpretado por el titiritero Timothy D. Rose, quien originalmente interpretó a otros personajes, pero solicitó interpretar también a Ackbar después de ver su escultura en un expositor. Ackbar fue interpretado por Erik Bauersfeld, quien inventó la voz en el acto después de mirar una fotografía de Ackbar. Bauersfeld prestó su voz al personaje en El regreso del Jedi y El despertar de la fuerza, pero murió antes del rodaje de Los último Jedi, en el que fue reemplazado por Tom Kane, quien había dado voz a Ackbar en otras obras de los medios de Star Wars.
Originalmente se planeó que Ackbar fuera un humanoide más convencional, pero después de que el creador de Star Wars, George Lucas decidió convertirlo en un extraterrestre, permitió al director de Return of the Jedi Richard Marquand elegir entre varios diseños. Marquand eligió un boceto del artista conceptual Nilo Rodis-Jamero, a pesar de las objeciones de otros miembros del equipo de filmación que pensaban que el personaje parecía demasiado tonto o feo. Ackbar hizo su primera aparición no en la película, sino en una tira cómica de un periódico de Star Wars que se publicó unos meses antes del lanzamiento del Retorno del Jedi. Lucas no quedó del todo satisfecho con el resultado final del personaje de la película y consideró que era un compromiso. El primer nombre de Ackbar, Gial, no se estableció hasta abril de 2012.
Ackbar tuvo solo 14 líneas de diálogo en El regreso del Jedi, y su tiempo total en pantalla en las tres apariciones de la película fue de solo tres minutos y 30 segundos. Sin embargo, se le considera uno de los favoritos de los fanáticos entre los personajes de Star Wars, y ocupó el puesto número 16 en una lista de 1998 de los "20 personajes principales de Star Wars" en la revista Star Wars Insider. Su línea "It's a trap!" de Return of the Jedi se convirtió en una de las líneas más famosas, citadas y queridas de la trilogía original de Star Wars, así como en un popular meme de internet.
Muchos fanáticos expresaron decepción y frustración con la muerte repentina de Ackbar en The Last Jedi, calificándola de abrupta y sin ceremonias, un sentimiento del que se hicieron eco los actores de Ackbar, Rose y Kane, así como el editor de la película Bob Ducsay. Creían que un héroe de guerra distinguido, comparable con Winston Churchill, se le debería haber dado una muerte más ceremoniosa.

## Biografía del personaje

### Trasfondo
El almirante Ackbar era conocido por su aparición en la película El regreso del Jedi, la última entrega de la trilogía original de Star Wars. Sin embargo, antes del debut de esa película en mayo de 1983, el personaje hizo su primera aparición cronológica en la tira cómica del periódico Star Wars de Archie Goodwin y Al Williamson.   Publicada por Los Angeles Times Syndicate, la tira apareció en periódicos de todo Estados Unidos desde noviembre de 1982 hasta enero de 1983.  En el cómic, Ackbar fue retratado como el líder de los Mon Calamari,  una especie alienígena de humanoides anfibios parecidos a peces con piel de color salmón, manos palmeadas, cabezas abovedadas y grandes. ojos de pez, y que pueden respirar tanto en tierra como bajo el agua. Son aliados de la Alianza Rebelde en su conflicto con el Imperio Galáctico. En el cómic, que se desarrolla antes de los acontecimientos de la película El Imperio Contraataca (1980), Ackbar y su tripulación quedan varados en el planeta Daluuj después de un ataque imperial, y son rescatados por Han Solo, Luke Skywalker y la Princesa Leia Organa en el Halcón Milenario. Ackbar demuestra sus habilidades tácticas agitando monstruos acuáticos en una estratagema para sacar al Halcon hundido de un pantano de lodo. 
La historia de fondo de Ackbar no se explicó en El retorno del Jedi, pero se ha establecido en los libros de Star Wars y otros medios desde que se estrenó la película. Es originario del planeta Mon Cala,  un mundo cubierto casi en su totalidad por agua, donde su especie construyó ciudades flotantes gigantes. Ackbar es el líder de su ciudad natal, Coral Depths City, cuando las fuerzas del Imperio Galáctico invaden y casi destruyen el planeta. A pesar de los intentos de los mon calamari de hacer las paces, las fuerzas imperiales destruyen varias de sus ciudades, robaron su tecnología y esclavizaron a su población. Ackbar es uno de los primeros en ser esclavizado, y se convierte en intérprete y sirviente personal del Gran Moff Tarkin, un antagonista secundario de la primera película de Star Wars. Durante este tiempo, Ackbar aprende mucho sobre el Imperio y las tácticas militares en general, así como sobre la Alianza Rebelde y la Estrella de la Muerte, una superarma del tamaño de una luna que Tarkin está desarrollando en ese momento. Ackbar toma notas detalladas sobre lo que observó con la esperanza de en algún momento escapar con su gente y usar la información contra el Imperio.
Ackbar es liberado del cautiverio durante un intento fallido de las fuerzas rebeldes de capturar a Tarkin. Se une a la Alianza Rebelde, donde los conocimientos que obtuvo durante su cautiverio lo hicieron indispensable. Ackbar regresa con el pueblo Mon Calamari y, después de guiarlos a través de numerosos conflictos, los convence de apoyar formalmente la causa rebelde, trayendo consigo los enormes cruceros Mon Calamari que mejoran drásticamente la fuerza de la flota rebelde. Comenzando con el rango de Comandante, Ackbar ayuda a diseñar el Ala-B, una poderosa línea de cazas estelares. Este éxito lleva al líder rebelde Mon Mothma a ascenderlo a Almirante, noticia a la que reacciona fuertemente debido al peso de la responsabilidad. Siguiendo los acontecimientos de la película Star Wars, incluida la destrucción de la Estrella de la Muerte, Ackbar ayuda a los otros líderes rebeldes a establecer nuevas bases de operaciones y a gestionar un grupo de trabajo móvil rebelde en naves espaciales repartidas por toda la galaxia. Asciende de rango hasta que Mothma lo asciende a comandante de toda la flota rebelde y jefe de operaciones militares, así como a uno de sus principales asesores.

### El Regreso del Jedi
El almirante Ackbar fue el primer personaje que no se parece a un humano que se muestra en una posición de liderazgo en las películas de Star Wars. En El Retorno del Jedi, cuando los espías rebeldes descubren planes para una segunda Estrella de la Muerte parcialmente construida, Ackbar y Mon Mothma planean un asalto sorpresa a la estación de batalla mientras orbita la luna forestal de Endor. El ataque, conocido como la Batalla de Endor, involucra al general Han Solo liderando un equipo de ataque en la superficie de la luna para destruir el generador del escudo de energía de la Estrella de la Muerte, mientras que Ackbar y el general Lando Calrissian lideran una batalla contra la propia estación. Ackbar lidera personalmente el asalto desde su buque insignia, el crucero Mon Calamari Home One. Sin embargo, el ataque no sale según lo planeado porque el Emperador Palpatine estaba esperando el asalto y, de hecho, había permitido que los planes de la Estrella de la Muerte cayesen en manos rebeldes. Por orden de Palpatine, las fuerzas imperiales lanzan un contraataque masivo contra la flota rebelde con cazas estelares TIE y naves capitales Destructores Estelares, lo que lleva a Ackbar a darse cuenta de que la flota se dirige a una trampa. Inicialmente pide una retirada táctica, pero Calrissian lo convence de seguir adelante con el ataque y darle al equipo de Solo más tiempo para destruir el escudo de energía. Las fuerzas rebeldes sufren muchas bajas, pero finalmente logran destruir la segunda Estrella de la Muerte y derrotar al Imperio.

### The Clone Wars
Ackbar apareció en los primeros tres episodios de la cuarta temporada de la serie animada Star Wars: The Clone Wars, que se desarrolla aproximadamente 20 años antes de los eventos de la primera película de Star Wars. En el programa, Ackbar es presentado como el principal asesor del rey Mon Cala, Yos Kolina, y capitán de la guardia real Mon Calamari, donde perfecciona las habilidades que luego le servirán como almirante. La frágil paz entre las dos especies principales de Mon Cala, los calamari y los quarren, se ve interrumpida después de que el rey Kolina es asesinado por Riff Tamson, un agente de la Confederación de Sistemas Independientes, también conocidos como los Separatistas, la principal fuerza antagonista de la República en la Guerras Clon. En un intento de provocar una guerra civil en el planeta, los separatistas utilizan a los insurgentes quarren para obstruir la sucesión al trono del príncipe Lee-Char de Mon Cala, y Ackbar intenta proteger a Lee-Char y unir al pueblo mon calamari mientras comienza una batalla por el planeta. A pesar de la ayuda de los Jedi Ahsoka Tano, Anakin Skywalker y Kit Fisto, el conflicto se vuelve favorable para los separatistas. Ackbar es capturado, dejando a Ahsoka y Lee-Char a su suerte.  Sin embargo, después de enterarse de que Tamson planea instalarse como el nuevo rey, los Quarren traicionan a los separatistas en la ceremonia de ejecución pública de Lee-Char. Posteriormente, Ackbar es liberado y ayuda a liderar un contraataque para retomar el planeta.  Tamson es asesinado por Lee-Char, quien es coronado como el nuevo rey.
Dave Filoni, director supervisor de The Clone Wars, dijo que había planeado presentar a Ackbar en la serie desde la segunda temporada debido a la relevancia del personaje para la trilogía original, y porque tenía edad suficiente en esas películas para haber estado vivo cuando se producen las Guerras Clon.  Keith Kellogg, supervisor de animación de la serie, dijo sobre el personaje: "Verlo como su yo más joven al mando de un ejército en el campo fue realmente divertido, y poder verlo como mentor de Lee-Char fue genial". 

### Trilogía de secuelas
El Almirante Ackbar aparece en las 2 primera películas de la trilogía de secuelas, que fueron distribuidas por Walt Disney Studios Motion Pictures después que The Walt Disney Company adquiriera Lucasfilm en 2012. Se muestra que el personaje está retirado de la vida militar después de los eventos del Episodio VI, sin embargo Leia Organa lo convence de volver de su retiro para luchar contra la Primera Orden, un grupo militar surgido de los remanentes del antiguo Imperio. Recupera su rango de Almirante y sirve como uno de los líderes de la Resistencia, una organización paramilitar liderado por Leia, quien ahora es General. Ackbar esta al mando de la flota de la Resistencia, con el crucero Mon Calamari Raddus como su nave insignia. Ackbar es ampliamente respetado por el personal de la Resistencia como uno de los pocos comandantes vivos que se ha enfrentado al Imperio durante el apogeo de su poder. En la primera película, Star Wars: The Force Awakens (2015), Ackbar aparece en el cuartel general de la Resistencia y ayuda a desarrollar el plan para destruir la nueva superarma de la Primera Orden, la Base Starkiller. Más tarde monitorea el exitoso ataque contra el arma junto a Leia desde la base de la Resistencia en el planeta D'Qar.
Los miembros del elenco y el equipo estaban particularmente emocionados de filmar una escena con Ackbar. Ben Rosenblatt, coproductor de El despertar de la fuerza, dijo que tener a Ackbar en el set fue "el momento que más significó para mí, personalmente", y agregó: "La seguridad ha sido tan estricta que no se nos permite tomar fotos o algo así, pero tuve que tomar una foto de Ackbar en el set y mostrársela a mis hermanos porque amábamos a Ackbar". El actor John Boyega, quien interpreta a Finn, dijo sobre actuar con Ackbar: "como fan de Star Wars, no hay nada más genial que eso". Gary Whitta, escritor que ha trabajado en varios proyectos de Star Wars, dijo: "Cuando fui al set de El despertar de la fuerza, lo primero que tuve que hacer fue ponerme la máscara del Almirante Ackbar, y lo hice. Fue algo importante y siempre me ha encantado ese personaje".
En la segunda película de la trilogía, Star Wars: The Last Jedi (2017), Ackbar lidera la Resistencia mientras evacuan su base en D'Qar y ordena a las naves que salten al hiperespacio para escapar de la Primera Orden. La flota de la Primera Orden persigue a la Resistencia, enviando a Kylo Ren y a otros TIE fighters tras el crucero estelar MC85 Raddus, donde se encuentran Ackbar y otros líderes. Las naves de la Primera Orden abren fuego contra el puente principal del Raddus, provocando una explosión masiva y lanzando a todos sus ocupantes al vacío del espacio. Ackbar muere, junto con todos los demás en el puente, excepto Leia, quien se salva de milagro. Aunque Ackbar no tuvo líneas de diálogo durante la escena de su muerte en la película, la adaptación del cómic de The Last Jedi reveló que sus últimas palabras fueron: "Torpedos en camino. Ha sido un honor servir con todos ustedes". Whitta, quien escribió la adaptación del cómic, dijo que le entristecía que Ackbar muriera tan rápido en la película, por lo que quería darle "un momento antes de morir".
El tiempo total de pantalla de Ackbar en sus tres apariciones en películas de Star Wars ascendió a sólo tres minutos y 30 segundos. Originalmente se planeó que apareciera en Rogue One (2016), película de antología independiente separada de la trilogía secuela. Durante el proceso inicial de escritura del guion, apareció liderando una flota espacial durante la culminante batalla espacial al final de la película. Sin embargo, fue eliminado en revisiones posteriores del guion y su papel fue reemplazado por el almirante Raddus, quien, en homenaje a Ackbar, también era miembro de la especie Mon Calamari. Whitta, quien coescribió la historia de la película, dijo que quería incluir a Ackbar, pero como ya apareció en The Force Awakens, el equipo detrás de Rogue One decidió que el personaje no debería aparecer en dos películas estrenadas tan juntas.

### Otros medios deStar Wars
Aunque su papel en las películas de Star Wars fue relativamente breve, el almirante Ackbar se convirtió en un personaje destacado en el Universo Expandido de Star Wars, que abarca todas las historias bajo licencia del universo de Star Wars fuera de las nueve películas principales, como novelas, cómics, videojuegos y programas de televisión. Con la adquisición de Lucasfilm en 2012 por parte de The Walt Disney Company, la mayoría de las novelas y cómics con licencia de Star Wars producidos desde la película original de 1977, Una nueva esperanza, fueron rebautizados como Star Wars Legends y declarados no canónicos para la franquicia en abril de 2014.  Como resultado, Ackbar tiene dos historias separadas fuera de las películas: una en el canon Legends que abarca todos los medios de Star Wars antes de abril de 2014, y otra en el canon oficial de Disney para todos los medios después de abril de 2014.

#### Continuidad deLegends
Ackbar fue un personaje central en Strike Force: Shantipole, un libro de aventuras para usar con Star Wars: The Roleplaying Game lanzado en junio de 1988 por West End Games. Ambientado antes de los eventos cronológicos de El retorno del Jedi, el libro retrata el desarrollo secreto de Ackbar de los cazas estelares B-wing y sus esfuerzos por reclutar a Verpine, la especie alienígena que construye las naves en la Alianza Rebelde. En la historia, los B-wings están diseñados en una instalación de investigación en un asteroide llamado Shantipole, y el proyecto casi se ve comprometido por un espía imperial, lo que obliga a Ackbar y otros personajes a repeler un ataque imperial y escapar. Ackbar aparece en Dark Empire, una serie de cómics de seis números que detalla la resurrección del Emperador Palpatine, así como la breve conversión de Luke Skywalker al lado oscuro de la Fuerza. En los cómics, Ackbar y Mon Mothma intentan liderar la Alianza Rebelde a través de la crisis, y Ackbar luego organiza una respuesta cuando su mundo natal es atacado por las nuevas superarmas del Imperio, los Devastadores de Mundos. 
En las novelas de Star Wars escritas entre 1991 y 1998, tras los acontecimientos del Retorno del Jedi, Ackbar mantiene una posición clave en la jerarquía de mando de la Alianza Rebelde, así como en la de la Nueva República, el gobierno establecido para reemplazar al Imperio. Fue signatario de la declaración formal de la Nueva República y uno de los nueve individuos que se unieron al Consejo Provisional de la Nueva República, el órgano de gobierno inicial de esta nueva forma de gobierno. Ackbar es parte de las muchas operaciones de limpieza que tienen como objetivo los menguantes territorios del Imperio, incluida la derrota del Gran Almirante Peccati Syn durante la liberación del planeta wookiee Kashyyyk, y la derrota del señor de la guerra imperial Zsinj. Antes de su muerte, Zsinj lava el cerebro de varios extraterrestres y los obliga a intentar asesinar a varios líderes rebeldes de alto perfil, incluido Ackbar.
Ackbar apareció en la trilogía de libros Heir to the Empire escrita por Timothy Zahn y publicada de 1991 a 1993, a la que se le atribuyó ampliamente el rejuvenecimiento del interés en Star Wars en ese momento. En esos libros, que se desarrollan cinco años después del Retorno del Jedi, Ackbar desempeña un papel decisivo al trabajar con Luke Skywalker, Han Solo, Leia Organa y Mon Mothma para restablecer la Nueva República y derrotar al Gran Almirante Thrawn, el nuevo líder de las restantes fuerzas del Imperio. En la segunda novela de la serie, Dark Force Rising, Thrawn intenta incriminar a Ackbar por traición colocando dinero robado en sus cuentas personales. Borsk Fey'lya, un rival político de Ackbar, explota esto y lo arresta y lo juzga, pero Han Solo y Lando Calrissian obtienen pruebas que prueban su inocencia, y se le devuelve a su posición militar. Ackbar planea una incursión contra Thrawn en el planeta Bilbringi, buscando dañar gravemente la capacidad de construcción naval del Gran Almirante y robar tecnología imperial. Thrawn se entera de la incursión y le tiende una trampa a Ackbar y sus fuerzas, pero la Nueva República finalmente gana la batalla después de que Thrawn es asesinado por su propio guardaespaldas.
Ackbar desempeñó un destacado papel secundario en la serie de novelas Star Wars: X-wing, que detalla a Ackbar liderando la exitosa campaña para recuperar el planeta capital de Coruscant, entre otros eventos. Esta serie también retrata la muerte de la sobrina de Ackbar, Jesmin Ackbar, una piloto de cazas estelares del Escuadrón Pícaro que muere en acción. Ackbar desempeñó un papel secundario en la Trilogía de la Academia Jedi, un conjunto de novelas de Kevin J. Anderson lanzadas en 1994 y ambientadas dos años después de la trilogía Heredero del Imperio. En esas novelas, el caza estelar personal de Ackbar se estrella en el planeta Vortex en un incidente que mata a numerosos extraterrestres inocentes y casi mata al propio Ackbar. Deshonrado, renuncia a su cargo y se retira a su planeta de origen. Más tarde se revela que el accidente fue el resultado de un sabotaje imperial, y Leia intenta persuadir a Ackbar para que regrese al servicio militar. Durante ese tiempo, Mon Calamari es atacado por la almirante imperial Natasi Daala, uno de los principales antagonistas de la trilogía de la Academia Jedi . Ackbar lidera la defensa exitosa de su planeta y derrota a Daala, y luego regresa a su puesto militar.
Ackbar se retira del servicio militar antes del comienzo de la serie de novelas de Star Wars La Nueva Orden Jedi, que se publicaron por primera vez en 1999 y se desarrollaron unos 25 años después de la trilogía original. Sin embargo, incluso cuando su cuerpo comienza a fallarle debido a su avanzada edad, sale de su retiro cuando los yuuzhan vong intentan conquistar la galaxia en una guerra sangrienta que casi destruye la Nueva República. Apareció en el libro Destiny's Way (2002), y a su regreso al servicio militar, apareció el mensaje "¡Ackbar ha vuelto!" que se transmite a toda la Fuerza de Defensa, inspirado en una transmisión similar de la vida real "¡Winston ha vuelto!" supuestamente emitido a la flota británica sobre Winston Churchill durante la Segunda Guerra Mundial. En el libro, Ackbar sirve en un puesto de mando en el recién formado gobierno de la Alianza Galáctica, donde formula estrategias que resultan en una gran victoria contra los yuuzhan vong, la Batalla de Ebaq, lo que en última instancia ayuda a cambiar el rumbo de la guerra. En The Unifying Force (2003), la novela final de la serie New Jedi Order, se revela que Ackbar muere de viejo poco antes del final de la guerra, después de lo cual recibe un gran servicio conmemorativo. Su muerte, que ocurre 29 años después de los acontecimientos de la primera película de Star Wars, no ocurre dentro de la prosa de la novela; más bien, se notifica a los personajes que ocurrió su muerte.  Un Destructor Estelar de la Alianza Galáctica lleva su nombre en su honor; el Almirante Ackbar aparece por primera vez en la novela The Unseen Queen (2005), ambientada varios años después de la muerte del personaje.
Ackbar ha aparecido en varios videojuegos de Star Wars, comenzando con el juego de computadora de simulación espacial de LucasArts Star Wars: X-Wing de 1993, en el que proporcionó instrucciones militares para el personaje piloto controlado por el jugador. Ackbar apareció en Star Wars Galaxies, un MMORPG desarrollado por Sony Online Entertainment y lanzado por primera vez en 2003. El juego se desarrolla poco después de los eventos de la primera película de Star Wars, y Ackbar tiene el rango de Capitán. Ackbar también apareció en el videojuego de 2007 Star Wars Battlefront: Renegade Squadron, en el que fue secuestrado por el cazarrecompensas Boba Fett y entregado al Imperio, quien lo encarceló a bordo de un crucero imperial. En el juego, el jugador es miembro del Renegade Squadron, una unidad militar formada por Han Solo compuesta de piratas y contrabandistas, y el rescate de Ackbar es una de las misiones jugables del juego. Ackbar se puede jugar como un personaje oculto en la versión para Nintendo Wii del videojuego de 2008 Star Wars: The Force Unleashed si el jugador ingresa el código de trucos "ITSATWAP". Ackbar también aparece en el juego de rol móvil de 2015, Star Wars: Galaxy of Heroes, como un personaje desbloqueable.

#### Canon oficial
El almirante Ackbar apareció en Star Wars: Aftermath, una novela canónica de 2015 de Chuck Wendig ambientada inmediatamente después de los eventos de El regreso del Jedi. Durante un pasaje, Ackbar pronunció un discurso apasionado, advirtiendo a sus compañeros funcionarios de la recién formada Nueva República que, si bien el Imperio sufrió una gran pérdida con la muerte del Emperador Palpatine y la destrucción de la Estrella de la Muerte II, el Imperio todavía era una amenaza y la guerra aún no había terminado. En la novela, Ackbar participó en los esfuerzos de la Nueva República para buscar los restos del Imperio escondidos en la región del Borde Exterior de la galaxia, y se comunicó con su colega Wedge Antilles antes de la desaparición de Antilles en el planeta Akiva, donde gran parte de la historia del libro estaba ambientada.
Ackbar apareció en los dos libros secuelas de Aftermath, Life Debt (2016) y Empire's End (2017), también escritos por Wendig. En Life Debt, Ackbar lideró el asalto exitoso contra Kuat Drive Yards, un importante fabricante de naves espaciales que anteriormente había estado abasteciendo al Imperio. En Empire's End, Ackbar comandó la flota de la Nueva República durante la Batalla de Jakku, una victoria decisiva que resultó en la destrucción del Imperio y el fin de la Guerra Civil Galáctica. En una entrevista con USA Today, Wendig dijo que Ackbar era su personaje favorito de Star Wars para escribir en la novela: "Una de las mejores cosas del universo es que tenemos todos estos personajes que tienen una pequeña cantidad de tiempo en pantalla, pero que nos impactan de manera enorme... Para mí, Ackbar siempre fue este increíble y canoso veterano de guerra, y poder habitarlo a él y a su voz para el nuevo libro me aturdió bastante".
Ackbar tiene un papel menor en la novela Star Wars: Bloodline (2016) de Claudia Gray, que se centró en gran medida en Leia Organa antes de los eventos de The Force Awakens. La novela incluía la revelación pública de que Organa es la hija de Darth Vader, lo que casi destruyó su reputación y llevó a muchos a condenarla. Ackbar, sin embargo, le envió mensajes de apoyo tras la revelación pública, una muestra de su respeto por ella. En una historia que cruzó entre el cómic Star Wars: C-3PO y la serie de televisión de Disney XD Lego Star Wars: The Resistance Rises (ambas lanzadas en 2016), se estableció que Ackbar fue capturado por la Primera Orden algún tiempo después de su reclutamiento en la Resistencia. En la historia, el droide C-3PO obtuvo información de que Ackbar había sido encarcelado a bordo de un crucero de batalla imperial, y el droide trabajó con sus compañeros agentes de la Resistencia BB-8 y Poe Dameron para infiltrarse en la nave y rescatarlo de la Capitana Phasma. 
Ackbar desempeñó un papel secundario en el arco argumental "Burning Seas" de la serie de cómics Darth Vader: Dark Lord of the Sith, que se lanzó en 2018 pero se desarrolló aproximadamente un año después de los eventos de Revenge of the Sith, la película final. en la trilogía de precuelas de Star Wars. En el arco de la historia, titulado "Mares Ardientes", Ackbar era comandante y Jefe de Seguridad del Rey Lee-Char de Mon Cala, y Darth Vader y sus fuerzas visitaron el planeta para fortalecer la influencia del Imperio allí. Ackbar tendió una trampa para el Imperio atrayendo sus plataformas de aterrizaje aéreas más cerca del planeta y luego les disparó misiles especiales indetectables una vez que estuvieron dentro del alcance. Sin embargo, la victoria resultó temporal, ya que el Gran Moff Tarkin intensificó las hostilidades como resultado y finalmente superó al planeta, lo que resultó en la captura y eventual muerte del Rey Lee-Char.
Ackbar apareció brevemente en el videojuego Star Wars Battlefront II de 2017 desarrollado por EA DICE. Durante el prólogo del modo historia, en el que el agente imperial y protagonista del juego Iden Versio se ha infiltrado en un crucero Mon Calamari, se ve brevemente un holograma de Ackbar discutiendo los planes de la Alianza Rebelde para atacar la segunda Estrella de la Muerte.
Un Mon Calamari llamado Aftab Ackbar, hijo del almirante Ackbar, fue creado para aparecer como un personaje secundario en Star Wars: The Rise of Skywalker (2019), la última película de la trilogía secuela. Fue creado como resultado de las primeras conversaciones sobre el guion entre los coguionistas de The Rise of Skywalker, JJ Abrams y Chris Terrio, quien proporcionó la voz para el personaje. Terrio era fanático del almirante Ackbar y dijo que "se puso un poco de luto" cuando mataron al personaje. Antes del debut de la película, Aftab apareció por primera vez en la miniserie de cómics Star Wars: Allegiance lanzada en octubre de 2019. La miniserie se desarrolla después de los eventos de The Last Jedi y presenta a Leia Organa y sus aliados visitando Mon Cala en busca de aliados y recursos para la Resistencia. Aftab la ayuda, y se revela que el almirante Ackbar rara vez estuvo presente durante la infancia de Aftab debido a su carrera militar, pero Aftab estudió todas sus tácticas de batalla y aún sentía una fuerte conexión con su padre. Aftab es un coronel de la Resistencia en El ascenso de Skywalker, Aparece en varias escenas, incluida una reunión de la Resistencia para discutir la resurrección del Emperador Palpatine y la batalla espacial final sobre Exegol, durante el cual pilotea un caza estelar Ala-B.

## Caracterización
Ackbar es retratado como un genio militar, con una comprensión magistral de las tácticas y estrategias de guerra,  una visión de futuro, y una destreza para los detalles organizativos, administrativos y técnicos que lo convierten en un comandante altamente efectivo.  En todas sus apariciones en la franquicia Star Wars, posee inteligencia táctica y fuertes habilidades de liderazgo, y es ampliamente admirado y respetado por sus tropas. Ackbar tiene un estilo metódico, y tiende a ser cauteloso y conservador, como lo demuestra su llamado inicial a una retirada táctica durante la Batalla de Endor al enterarse de que se trataba de una trampa. Prefiere liderar personalmente grandes asaltos, volando sin miedo al campo de batalla junto con sus soldados. Ackbar es ingenioso y utiliza métodos innovadores para mejorar como oficial. Por ejemplo, en la novela Aftermath, Ackbar practica con armas cuerpo a cuerpo contra hologramas de soldados de asalto imperiales. Aunque reconoce que es poco probable que se enfrente a combates cuerpo a cuerpo como oficial de alto rango, practica la práctica porque siente que dominar las técnicas de lucha le ayuda a mantenerse alerta, flexible y por delante de sus enemigos. Ackbar también estudia diversas formas de armamento y lucha, y tiene fuertes habilidades de diseño, lo que se hace evidente por su papel en el diseño del caza estelar Ala-B.
Ackbar también es retratado regularmente como sabio, con una personalidad noble y un temperamento tranquilo pero firme. De orígenes humildes, es un ser pacífico que se ve obligado a aprender la guerra debido a la tiranía del Imperio y nunca deja de trabajar por la paz a pesar de comprender la necesidad de la guerra. A pesar de su éxito como guerrero, sus acciones suelen estar atenuadas por la justicia, el honor y la preocupación. En la trilogía secuela de Star Wars y otros medios ambientados en ese período de tiempo, Ackbar es retratado como más brusco en su vejez, durante la cual comanda a oficiales muchos años o incluso décadas más jóvenes que él, a veces refiriéndose a ellos como "alevines". Su dedicación a su carrera y deber le deja poco tiempo para la vida personal o los romances, por lo que no tiene familia propia, a excepción de dos sobrinas.

## Concepto y creación

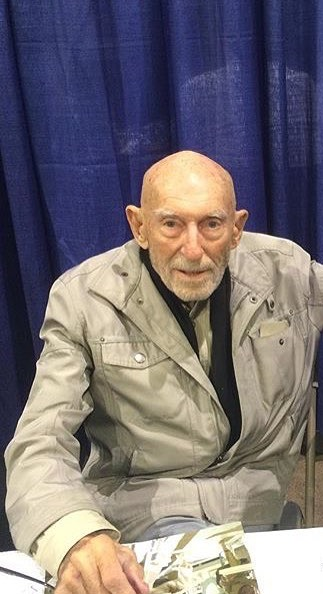
Erik Bauersfeld (foto de 2015), proporcionó la voz de Ackbar en El retorno del Jedi y El despertar de la Fuerza.

### Concepción
En el guion original de El retorno del Jedi, la apariencia de Ackbar era más convencionalmente humanoide, con piel azul y más atractivo físicamente; el segundo borrador del guion lo describió como un "no humano de color azul pálido". El creador de Star Wars, George Lucas, decidió más tarde que debería ser una criatura alienígena y le dio al director de la película, Richard Marquand, la opción de elegir un look para Ackbar entre una colección de unos 50 diseños alienígenas, a pesar de la insistencia inicial de Marquand en que el propio Lucas hiciera la elección de los diseños. Marquand eligió una pintura del artista conceptual Nilo Rodis-Jamero de un extraterrestre anónimo sin historia ni personalidad establecidas.
El primer boceto de Ackbar de Rodis-Jamero se creó en el otoño de 1981, dos años antes de que se estrenara El regreso del Jedi, y en ese momento era conocido simplemente como un "hombre calamares". La imagen original se parecía en gran medida a cómo terminó Ackbar en la película final, excepto con una barbilla más grande, una cabeza ligeramente más deforme y un jorobado.  La corazonada fue inspirada por el técnico de Industrial Light & Magic Stuart Ziff, quien regularmente bromeaba sobre su propia postura ligeramente encorvada. Marquand dijo que "escogió la criatura más deliciosa y maravillosa de todo el lote, este gran hombre calamar maravilloso con la cara roja y ojos en los costados". Otros que trabajaron en la película se opusieron a la elección, creyendo que el personaje parecía demasiado tonto o feo y sería objeto de burla, pero Marquand insistió en la elección y sus objeciones fueron rechazadas. Marquand dijo sobre esas preocupaciones: "Creo que es bueno decirles a los niños que las personas buenas no son necesariamente personas guapas y que las personas malas no son necesariamente personas feas".
El primer nombre de Ackbar, Gial, no se estableció hasta el lanzamiento en abril de 2012 del libro de referencia de Star Wars The Essential Guide to Warfare. El coautor Paul R. Urquhart le dijo al sitio web TheForce.net que el nombre fue tomado de Gial Gahan, un personaje del Senador Mon Calamari que jugó un papel menor en la serie de cómics Star Wars: Legacy. Si bien el nombre Gial se estableció en material que desde entonces ha sido rebautizado como parte del canon Legends, el primer nombre todavía se considera parte del canon oficial y ha sido reconfirmado como el nombre de Ackbar en libros de referencia canónicos como Star Wars: Absolutely Everything You Need To Know, así como otras novelas canónicas de Star Wars.

### Traje y títere
La aparición de Ackbar en la película se creó utilizando una combinación de un títere de medio cuerpo o un disfraz de cuerpo completo, dependiendo del ángulo de cámara requerido para la toma. La marioneta y la máscara fueron creadas por "Monster Shop" de Industrial Light & Magic, la compañía de efectos visuales cinematográficos fundada por Lucas. En escenas de primeros planos de Ackbar que requerían diálogo, el titiritero Timothy M. Rose se sentaba dentro del pecho del personaje y operaba la cabeza como un títere de mano tradicional desde abajo. Rose movió la boca con la mano, mientras Mike Quinn operaba los ojos mediante cables. El mono de esa versión del disfraz estaba cortado en la cintura y cada manga incluía puntos de acceso adicionales donde un titiritero podía insertar su brazo para controlar las manos de Ackbar. 
Para tomas más amplias que mostraban el cuerpo completo de Ackbar, Rose usó la máscara y el disfraz mientras Quinn operaba la boca a través del control remoto. Aunque la mayoría de los demás oficiales rebeldes en la escena de la sala de instrucciones del Retorno del Jedi vestían tonos tierra, Rodis-Jamero sintió que el traje de Ackbar debería ser más nítido y distintivo: "Era un almirante. Era más militar. Su traje parece duro".  La diseñadora de vestuario Aggie Guerard Rodgers ayudó a crear el disfraz de Ackbar, para el cual Rose usó una pieza parecida a un puf alrededor de su vientre para crear la silueta distintiva de Ackbar. Rose llevaba un mono de nailon blanco encima, que tenía un patrón basado libremente en los monos de esquí utilizados para disfrazar a otros personajes de fondo, así como rayas amarillas a los lados de las piernas. La tela artificial utilizada en el mono producía un distintivo sonido de rasguño cada vez que el actor caminaba, lo que, según Rodgers, era una molestia para el equipo de sonido de la película. 
Sobre el mono, Rose llevaba un chaleco hecho de fieltro blanco, junto con un cinturón de plástico blanco, una insignia de rango en el lado izquierdo de su pecho y un cuello grande para acomodar el perfil único de la cabeza de Ackbar. Las botas blancas que usa Ackbar en la película tienen el mismo diseño que las que usan los soldados de asalto imperiales. Un casco blanco con una espalda alargada para acomodar la gran cabeza de forma ovalada de Ackbar apareció en los bocetos de personajes originales y fue creado para Ackbar. Sin embargo, creó demasiadas complicaciones con el funcionamiento de la cabeza del títere, por lo que fue usada por otro personaje Mon Calamari. Edwina Pellikka, una artista textil que se encargó del deterioro y envejecimiento del vestuario en la película, dijo que no estaba contenta con el resultado final del disfraz de Ackbar. Más tarde reflexionó que el traje completamente blanco podría haber envejecido más y dijo: "Tuve que retocarlo, lo cual se hizo muy rápido y parece que está delineado. No se hizo lo suficiente con eso". 

### Rodaje
Ackbar tiene 14 líneas de diálogo en El retorno del Jedi, y las escenas del personaje tardaron seis semanas en filmarse. Debido a la incertidumbre sobre si la boca sobre el movimiento del títere de Ackbar parecería realista al ofrecer diálogo, se filmaron escenas alternativas con el general Crix Madine, un personaje humano interpretado por Dermot Crowley, entregando las líneas más importantes de Ackbar, en caso de que tuvieran que usarse en su lugar. Al final, ninguna de estas tomas tuvo que usarse en la película final. De vez en cuando, los miembros del equipo de filmación se referían en broma al personaje de Ackbar como "Ernie Ackbar", y su nombre aparecía así en algunos de los informes de progreso de la película. Cuando el interior del disfraz se calentaba, el artista de efectos visuales Phil Tippett, que diseñó la mayoría de las criaturas de la película, usaba un secador de pelo para soplar aire frío a través de la boca de la máscara de Ackbar para mantener a Rose cómodo.
Aunque el personaje fue creado con la mejor tecnología de títeres disponible en ese momento, Lucas no quedó del todo satisfecho con el resultado final y sintió que era un compromiso. Según el libro Star Wars Costumes: The Original Trilogy, publicado en 2014, las máscaras originales utilizadas para los disfraces de Ackbar se encuentran "hoy en un estado frágil".  Durante el rodaje de la película de Star Wars de 2005, La venganza de los Sith, Lucas quedó tan impresionado con la máscara de animatrón utilizada en el personaje mon calamari Meena Tills que consideró brevemente reeditar El regreso del Jedi y reemplazar las imágenes del almirante Ackbar con una versión mejorada. mascarilla. Al final esto nunca ocurrió.

## Representaciones

### Timothy Rose

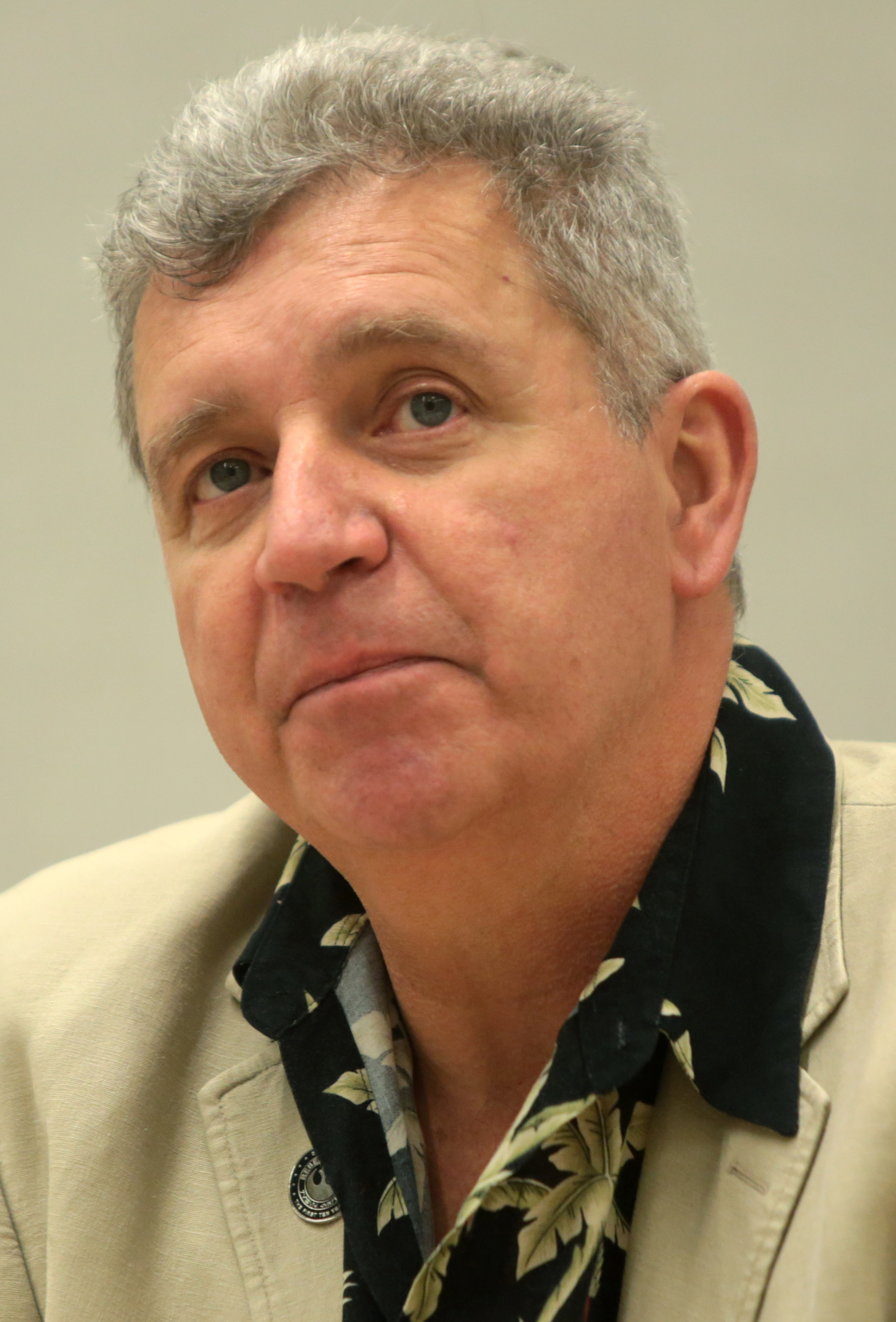
Timothy Rose, fotografiado aquí en 2016, interpretó a Ackbar en tres películas de Star Wars.

Timothy Rose había sido un titiritero que trabajaba en varios proyectos para The Jim Henson Company (incluido The Dark Crystal), cuando Jim Henson le indicó a él y a otros miembros de la compañía que trabajaran en El regreso del Jedi. Originalmente no fue contratado para interpretar al almirante Ackbar, sino para ayudar a construir y operar el títere Sy Snootles para Max Rebo Band, que actúa en el palacio del señor del crimen alienígena Jabba the Hutt. Mientras estaba detrás del escenario en el taller donde se almacenaban varios títeres alienígenas, Rose vio la escultura de Ackbar en un soporte de exhibición y le preguntó a Phil Tippett si podía interpretar el papel. Tippett le dijo que era un personaje secundario, y Rose no sabía que Ackbar desempeñaría un papel secundario importante en la película. Sólo pidió interpretarlo porque le gustaba el aspecto del personaje, y dijo que estaba "pensando que iba a estar en la tercera fila en una nueva secuencia de cantina o algo así". No se requirió que Rose hiciera una audición para el papel de Ackbar antes de que se le asignara el papel.
Rose volvió a interpretar a Ackbar en The Force Awakens y The Last Jedi. Cada día le proporcionaban páginas del guion sólo para las escenas específicas que se estaban rodando, por lo que sabía poco sobre el papel final que desempeñaría Ackbar en las películas hasta que se llevaba a cabo el rodaje. Rose se sintió frustrado por la cantidad de secreto que reinaba en el set, lo que en su opinión impedía que él y los demás actores tuvieran todo lo que necesitaban para hacer su trabajo lo mejor posible. Muchas de las escenas de Ackbar fueron eliminadas de la primera película, lo que, según Rose, fue una decepción para él "después de esperar 30 años para volver a interpretar a Ackbar". Después de que se completaron las escenas del personaje en The Last Jedi, el equipo tomó imágenes de Rose con el disfraz de Ackbar diciendo "It's a wrap", una referencia a la muerte del personaje y su famosa frase "Es una trampa". Esa toma apareció en imágenes detrás de escena mostradas en la Expo D23 2017.  Aunque pretendía ser una broma, Rose encontró el gesto ofensivo y dijo que estaba "llorando en el traje".

### Erik Bauersfeld
La voz del almirante Ackbar en El regreso del Jedi fue interpretada por Erik Bauersfeld, un dramaturgo de radio que también expresó al personaje alienígena Bib Fortuna en la película, y había audicionado sin éxito para interpretar a Yoda en El Imperio Contraataca. Fue elegido después de que el diseñador de sonido de Star Wars, Ben Burtt, se le acercara en 1983, mientras Bauersfeld estaba produciendo un drama de radio con el diseñador de sonido de Lucasfilm, Randy Thom, y le sugirió que audicionara para el papel de Ackbar. La sesión de grabación duró una hora, y Bauersfeld inventó la voz en el acto tras mirar una fotografía de Ackbar, sin tener más datos sobre el personaje. Según Bauersfeld: "Vi la cara y supe cómo debía sonar".
Bauersfeld no recibió créditos en pantalla por sus papeles de Ackbar y Bib Fortuna, y su asociación con los personajes fue desconocida durante años después del estreno de la película. En una entrevista de 1999, Timothy Rose dijo que no sabía quién proporcionaba la voz y pensaba que era posible que fuera su propia voz modificada con un sintetizador. Con el tiempo, los fanáticos se enteraron de que Bauersfeld interpretaba los papeles y comenzó a recibir varias cartas de admiradores cada semana, que continuaron por el resto de su vida. Bauersfeld dijo que apreciaba la pasión de los fanáticos y respondía a cada solicitud de autógrafo, pero que él no tenía mucho conocimiento sobre Star Wars; En una entrevista de 2011, dijo que no había visto El regreso del Jedi desde que salió por primera vez, que todavía no había visto la primera película de Star Wars y que tenía problemas para imitar la voz de Ackbar porque no recordaba cómo sonaba.
Bauersfeld repitió el papel en el juego de ordenador de 1993 Star Wars: X-Wing. El director de cine JJ Abrams solicitó que Bauersfeld volviera a interpretar a Ackbar en la película de 2015 Star Wars: El despertar de la fuerza. Fue el último papel de Bauersfeld antes de su muerte en abril de 2016.

### Otros intérpretes

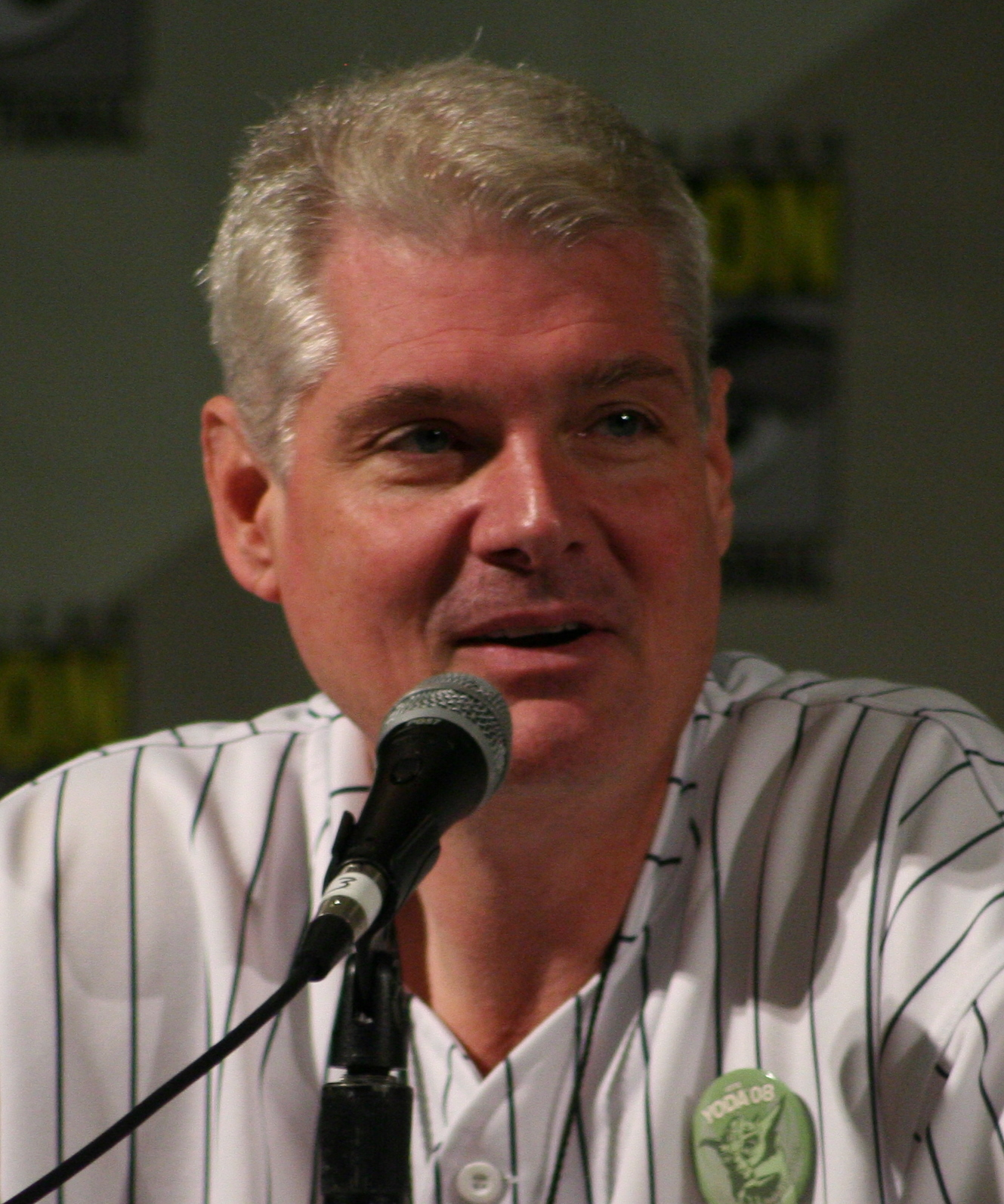
Tom Kane, fotografiado aquí en 2008, expresó a Ackbar en The Last Jedi y otras obras de la franquicia.

Bauersfield fue reemplazado por Tom Kane en The Last Jedi.  Kane ha interpretado a Ackbar en varias otras obras de los medios de Star Wars, incluidas las versiones de 2004 y 2015 de Star Wars: Battlefront, el videojuego Lego Star Wars: The Force Awakens (2016) y la atracción de Disney Star Tours - The Adventures Continue. El actor de doblaje Artt Butler, que era fanático de Ackbar desde que veía las películas de Star Wars cuando era niño, interpretó al personaje en la serie de televisión The Clone Wars.  Dave Filoni, director supervisor de la serie, dijo que el personal debatió si la versión más joven de Ackbar seguiría teniendo la misma "voz icónica" que en El retorno del Jedi o si sonaría diferente en el programa, pero finalmente optaron por una voz que suena similar.
Breckin Meyer interpretó a Ackbar en la serie Robot Chicken: Star Wars, una versión con temática de Star Wars de la serie de televisión de comedia stop motion Robot Chicken en Adult Swim dedicada enteramente a las parodias de Star Wars. Meyer, quien también escribió para la serie, calificó la voz de Ackbar como "mi (experiencia) favorita en la historia del mundo". Meyer dijo que intenta imitar la voz de Ackbar de El retorno del Jedi lo mejor que puede, pero que el humor surge porque "la voz real es simplemente divertida". El cocreador de Robot Chicken, Seth Green, dijo sobre la actuación de Meyer: "Cuando Breckin hace Ackbar, siempre me divide. No importa lo que diga, siempre es divertido".

## Impacto cultural

### Recepción de la crítica
A pesar de su pequeño papel en El regreso del Jedi, el almirante Ackbar es considerado uno de los favoritos de los fanáticos entre los personajes de la franquicia.Dave Filoni dijo sobre el personaje: "Ackbar tiene un nivel increíble de fama por la cantidad de tiempo que ha pasado en pantalla. Es el fenómeno Boba Fett, donde tienes un personaje que realmente no hace mucho, pero es tan querido que eventualmente se extiende fuera del ámbito del fandom". Ocupó el puesto número 16 en una lista de 1998 de los "20 personajes principales de Star Wars" presentados en la revista Star Wars Insider. Ese mismo número incluía una lista separada que clasificaba a los personajes según un índice que tomaba en cuenta su ranking de popularidad en proporción al número de líneas que pronunciaban en las películas, para "tomar en consideración la cantidad de diálogo que un personaje tenía para causar una buena impresión en aficionados".  Con solo 14 líneas en El regreso del Jedi, Ackbar ocupó el tercer lugar en esa lista, solo detrás de Boba Fett y Wedge Antilles.  Ackbar también ocupó el puesto número 12 en el ranking de 66 personajes de la franquicia de The Daily Telegraph, el puesto 14 en el ranking de 93 personajes de The Huffington Post, y el puesto 21 en su ranking de los 25 mejores héroes de Star Wars en IGN.
Scott Chernoff, escritor de Star Wars Insider, calificó al personaje de Ackbar como "uno de los personajes visualmente más impactantes y memorables presentados en la última entrega de la saga". Chernoff añadió que el intérprete de Ackbar, Timothy Rose, fue uno de los temas más solicitados por los lectores para su columna de revista en la que entrevistaba a actores de Star Wars.El escritor de The Independent Christopher Hooton llamó a Ackbar "fácilmente el mejor personaje de las películas originales de Star Wars".Jonathan Wilkins, editor general de Star Wars Insider, llamó a Ackbar "una figura icónica en el universo de Star Wars, a pesar de que solo tenía un puñado de líneas en El regreso del Jedi". Steve Tilley de The Edmonton Sun escribió "Tenía un aspecto tan divertido y, al mismo tiempo, autoritario y casi majestuoso, que era imposible no amarlo". Rebecca Hawkes de The Daily Telegraph le dio crédito a Erik Bauersfeld en particular por "dar vida al muy querido Ackbar, imbuyendo al monstruo naranja de ojos de pez con una voz, una personalidad contundente y un atractivo de culto duradero". Durante las elecciones presidenciales de Estados Unidos de 2000, se crearon varios sitios web proponiendo en broma al almirante Ackbar como candidato por escrito a la presidencia.

### "It's a trap!"
La frase del almirante Ackbar, "It's a trap!" (¡Es una trampa!, en español), que dice durante la Batalla de Endor en El regreso del Jedi, se convirtió en una de las frases más famosas y queridas de la trilogía original de Star Wars. La frase se ha convertido en un meme popular de Internet, y The Independent lo llama "quizás el personaje más meme de la franquicia". Se han creado más de 1.000 vídeos de aficionados en el sitio web para compartir vídeos en YouTube, presentando o parodiando a Ackbar y esa línea de diálogo,  incluyendo música trap y remezclas de techno construidas en torno a ella.  La frase no apareció en el guion original de El regreso del Jedi y, en cambio, se escribió inicialmente como "It's a trick" (¡Es un truco!), pero se cambió en la postproducción después de que los realizadores decidieron que no era una frase tan efectiva como la que tenían. originalmente esperado. 
Erik Bauersfeld dijo sobre la frase: "Los fans que escriben dicen que nunca olvidarán '¡Es una trampa!' Ni siquiera recuerdo cómo lo dije". La escritora del International Business Times, Amy West, dijo que la línea "se ha vuelto algo parecida a un culto a los ojos de la base de fans de Star Wars". Ben Sherlock de Screen Rant calificó la frase como "una de las citas más memorables en la historia de la saga, por razones que se desconocen pero de alguna manera obvias, e inmortalizó lo que podría haber sido un personaje olvidable". Renaldo Matadeen de Comic Book Resources calificó la línea como "una piedra de toque de la cultura pop". 
Imágenes de Ackbar recitando la frase aparecieron en los programas de comedia de Comedy Central, The Daily Show y The Colbert Report, el 11 de febrero de 2010, junto con clips de varios políticos del Partido Republicano que insistían en que una invitación del presidente Barack Obama a la Casa Blanca era una trampa. "¡Es una trampa!", episodio de 2011 de la serie de comedia animada Padre de familia que parodia El regreso del Jedi, tomó su nombre de la famosa frase de Ackbar; El propio Ackbar aparece en el episodio, interpretado por el personaje Klaus Heissler, un pez dorado que habla, de la serie animada American Dad. Además, se desarrolló una aplicación para teléfonos inteligentes con el único propósito de reproducir "¡Es una trampa!" cada vez que el usuario presiona un botón.
En 2018, la historia de la tira cómica en la que Ackbar hizo su debut en 1982 recibió el título retroactivo de la famosa frase del personaje. 

### Respuesta a la muerte de Ackbar
Varios fanáticos expresaron su decepción con la repentina muerte de Ackbar en The Last Jedi, calificándola de abrupta y sin ceremonias. Los fanáticos criticaron particularmente que Ackbar solo apareciera en el fondo de la toma donde muere, con la cámara enfocada principalmente en Leia Organa, y que su muerte sea mencionada solo de pasada por otros personajes más adelante. Scott Chitwood de TheForce.net dijo: "Merecía un poco más de atención. Me hubiera gustado verlo muerto en acción en la batalla final, pero supongo que eso es pedir mucho a un viejo almirante enfermizo".  El escritor de Screen Rant, Ben Sherlock, escribió sobre la muerte de Ackbar: "Fue un momento tan fugaz que muchos fanáticos ni siquiera se dieron cuenta de lo que había sucedido. Miraron hacia abajo durante un segundo para tomar un puñado de palomitas de maíz, y cuando volvieron a mirar arriba, Ackbar se había ido". Nate Jones, del sitio web Vulture de la revista New York, calificó la escena de la muerte como "irrespetuosa" e "increíblemente grosera", y que Ackbar "merecía algo mejor que salir en un momento desechable".
Los actores de Ackbar, Tim Rose y Tom Kane, también dijeron que estaban decepcionados con la forma en que se manejó la muerte del personaje. Rose esperaba que Ackbar tuviera un papel más importante en The Last Jedi que en la última película, y no estaba contento de que el personaje volviera a recibir poco tiempo en pantalla y fuera asesinado abruptamente. Rose dijo: "Cada día iba a trabajar y pensaba: '¿Será hoy el día en que Ackbar tenga algo un poco más complicado?' Y miré mi guión y dije: 'Oh, Ackbar se va por la ventana. ¡Bueno, entonces eso es todo!'". Kane también pensó que la escena de la muerte fue mal manejada y creía que a Ackbar se le debería haber dado el papel más importante en The Last Jedi que fue para la vicealmirante Amilyn Holdo, un nuevo personaje interpretado por Laura Dern.El editor de The Last Jedi, Bob Ducsay, dijo que también estaba decepcionado con la forma en que se manejó la escena, diciendo que fue "ligeramente incidental", aunque dijo que la escena fue diseñada intencionalmente de esa manera y que no tuvo dudas al respecto hasta después de ver la película completa. Gary Whitta, quien coescribió la historia de la película Rogue One y escribió varios otros proyectos de Star Wars, dijo que le entristecía la rapidez con la que murió Ackbar. Chris Terrio, quien más tarde coescribió la historia de The Rise of Skywalker, declaró de manera similar que "se puso un poco de luto" cuando Ackbar fue asesinado en The Last Jedi, dado lo mucho que amaba al personaje desde su infancia.
Otros defendieron la forma en que mataron al personaje de Ackbar. Alex Leadbeater, editor de Screen Rant, sintió que los fanáticos malinterpretaron la escena y sirvió para avanzar en la historia, particularmente para establecer el conflicto resultante entre Holdo y el piloto de la Resistencia Poe Dameron. Leadbeater escribió: "Ackbar no tenía lugar en la narrativa de The Last Jedi... Se puede argumentar que debería haber tenido una despedida mayor (pero) hay que decir que hacerlo socavaría todo el escenario". En el episodio The last Jedi de la serie web cómica animada Cómo debería haber terminado, que parodia y reimagina aspectos de películas populares, el personaje de Ackbar sobrevive al ataque del puente después de afirmar que tiene que ir al baño en el momento en que le disparan al puente., y luego asume el control de la Resistencia.